# تورتوگیتاس

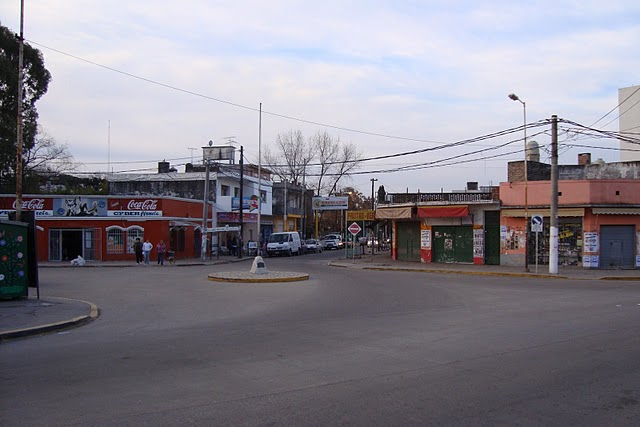
تصویری از منطقه شهری تورتوگیتاس در کشور آرژانتین

تورتوگیتاس (به اسپانیایی: Tortuguitas) شهری در کشور آرژانتین، استان بوئنوس آیرس است که در سال ۲۰۰۹ میلادی، حدود ۴۱٬۳۱۰ نفر جمعیت داشته است.